# 青木茂人
青木 茂人（あおき しげと）は、NHKの元アナウンサー。

## 略歴
長野県岡谷市出身。長野県諏訪中学校（現・長野県諏訪清陵高等学校・附属中学校）を経て、東京大学理学部卒業。NHK入局。NHK福岡放送局を経て、NHK松本放送局（現・NHK松本支局）局長。同局退職後、ハウステンボス文化事業本部本部長。

## 担当番組
- 自然のアルバム 「コケの世界」（語り手）1966年5月29日放送[2]
- 教養特集 「炭鉱事故と人命」（司会）1966年6月1日放送[3]
- テレビの旅（社会科小学校5年）
  - 「阿蘇の畜産」1967年5月29日放送[4]
  - 「長崎の造船所」（語り手）1967年11月6日放送[5]
- 教師の時間 教室のアイデア 「民話による文学教育」（聞き手）1970年6月16日放送[6]
- 教養特集 「沖の島」 ―海の正倉院―（司会）1970年11月11日放送[7]
- 海原の遺跡「沖の島のなぞ」（語り手）1971年3月21日放送[8]
- カメラリポート（L） 「夏………」 ―カジカをみつけた，イワナをつかまえた―（リポーター）1975年7月25日放送[9]